# Ri Tu-ik
Ri Tu-ik (en coreano: 리두익; Jilin, China, 1921 - Pionyang, Corea del Norte, 13 de marzo de 2002) fue un político norcoreano del Partido del Trabajo de Corea y vicemariscal del Ejército Popular de Corea, además fue miembro de la Comisión Militar Central del Partido del Trabajo de Corea.

## Biografía
Ri Tu-ik se unió a la lucha partisana de Kim Il-sung a finales de la década de 1930 y formó parte de su escolta de seguridad. Después de entrenarse en la guerra de guerrillas en el noreste de China, como miembro de la 88.ª Brigada Independiente de Fusileros del Ejército Rojo, dirigió misiones de reconocimiento contra las fuerzas de ocupación japonesas en Jilin y la provincia de Hamgyong del Norte. En 1945 fue primero jefe de pelotón y luego en 1948 comandante de compañía en la escolta de seguridad de Kim Il-sung.
Durante la Guerra de Corea, conocida oficialmente en Corea del Norte como «Liberación Victoriosa de la Patria», Ri fue comandante de un batallón en 1951 y luego completó entrenamiento militar entre 1954 y 1958 en las áreas de guerra conjunta y operaciones especiales en la Unión Soviética. A su regreso en 1958 pasó a ser comandante del 3.er regimiento y posteriormente subcomandante de la 9.ª División, antes de ser nombrado comandante de la 9.ª División en 1962. El 8 de octubre de 1962, fue elegido por primera vez como suplente de la Asamblea Suprema del Pueblo. En 1963 fue ascendido a teniente general y nombrado jefe del departamento de operaciones del Estado Mayor General del Ejército Popular de Corea. Luego actuó como comandante general del VII Cuerpo de Ejército entre 1965 y 1973 y fue asesor del Frente Nacional de Liberación de Vietnam (Viet Cong), durante la Guerra de Vietnam entre 1967 y 1968.
A finales de la década de 1968, Ri Tu-ik tuvo una participación significativa en las purgas dentro del Ejército Popular de Corea, en 1968 fue ascendido a coronel general. En el 5.º Congreso del Partido del Trabajo de Corea en 1970 se convirtió, por primera vez, en miembro del Comité Central. Después de haber sido comandante del 2.º Grupo de Ejércitos entre 1973 y 1976, se desempeñó como comandante general del 2.º Cuerpo de Ejército de 1977 a 1980 y luego se convirtió en comandante general del 4.º Cuerpo de Ejército en 1980. En el 6.º Congreso del partido, que tuvo lugar en Piongyang del 10 al 14 de octubre de 1980, también fue elegido miembro de la Comisión Militar Central. Fue ascendido a general de ejército en 1985 y se desempeñó como comandante general del Comando de Defensa de Piongyang desde finales de la década de 1980 hasta 1992.
Fue ascendido a vicemariscal (Ch'asu) el 20 de abril de 1992 y permaneció activo en la vida política como miembro de la Comisión Militar Central y asesor de Kim Jong-il incluso después de la muerte de Kim Il-sung y el ascenso al poder de su hijo Kim Jong-il, en 1994. En 1997 se sometió a un tratamiento médico en la República Popular China, razón por la cual dejó de aparecer en público después de 1999. Murió el 13 de marzo de 2002 y fue enterrado el 15 de marzo de 2002 en el Cementerio de los Mártires Revolucionarios en el Monte Taesongsan.